# Левенцівське газоконденсатне родовище
Левенцівське газоконденсатне родовище — належить до Руденківсько-Пролетарського нафтогазоносного району Східного нафтогазоносного регіону України.

## Опис
Розташоване в Дніпропетровській області на відстані 30 км від міста Павлоград.
Знаходиться на півд.-сх. південної прибортової зони Дніпровсько-Донецької западини в межах сх. закінчання Зачепилівсько-Левенцівського структурного валу.
Підняття виявлене в 1958 році. У кам'яновугільних відкладах структура являє собою брахіантикліналь західного простягання розмірами по ізогіпсі — 1050 м 5,1х2,6 м, амплітуда 150 м.
Перший промисловий приплив газу отримано з відкладів нижньосерпуховського під'ярусу з інтенсивністю 1400—1411 м у 1963 році.
Поклади пластові, склепінчасті, деякі також літологічно обмежені. Колектори — пісковики. Режим покладів газовий та газоводонапірний. Запаси початкові видобувні категорій А+В+С1: газу — 836 млн. м³; конденсату — 4 тис. т.